# Lutra nippon
Lutra nippon är en däggdjursart som beskrevs av Yoshinori Imaizumi och Mizuko Yoshiyuki 1989. Lutra nippon ingår i släktet Lutra och familjen mårddjur. Inga underarter finns listade.
Arten godkänns inte av IUCN. Populationen listas där som synonym till vanlig utter (Lutra lutra).
Det svenska trivialnamnet Japansk utter förekommer för arten.